# Acronicta albina
Acronicta albina är en fjärilsart som beskrevs av Mcdunnough 1940. Acronicta albina ingår i släktet Acronicta och familjen nattflyn. Inga underarter finns listade i Catalogue of Life.